# Gare de Xiamen
La gare de Xiamen est une gare ferroviaire chinoise situé à Xiamen. Elle est créée en 1957.